# Distrito Histórico de Michigan Boulevard
El distrito histórico de Michigan Boulevard es un distrito histórico en el área de la comunidad Loop de Chicago en el condado de Cook, Illinois (Estados Unidos). Abarca la avenida Míchigan entre 11 (1100 sur en el sistema de numeración de calles) o Roosevelt Road (1200 sur) y las calles Randolph (150 al norte) y llevan el nombre del cercano lago Míchigan. Fue designado como Monumento Histórico de Chicago el 27 de febrero de 2002. El distrito incluye numerosos edificios importantes en la avenida Míchigan frente al Grant Park. Además, esta sección de la avenida Míchigan incluye el punto reconocido como el final de la Ruta 66 de los Estados Unidos. Este distrito es una de las calles de un solo lado más conocidas del mundo que rivaliza con la Quinta Avenida en la ciudad de Nueva York y la Princes Street de Edimburgo. Se encuentra inmediatamente al sur del distrito histórico de Michigan-Wacker y al este del distrito histórico de Loop Retail.

## Historia
La avenida Míchigan lleva el nombre del lago Míchigan, que una vez corrió junto a 100 al este en el sistema de numeración de calles de la ciudad hasta que la recuperación de tierras para Grant Park (entonces Lake Park) empujó la costa hacia el este. La característica de la calle de un solo lado se debe en gran parte a las batallas legales de Aaron Montgomery Ward con la ciudad por la limpieza del parque y la eliminación de la mayoría de las estructuras que hay en él. Ward se opuso al desarrollo de Grant Park con edificios públicos a lo largo de la orilla del lago, excepto el Art Institute of Chicago Building. Eventualmente, las ideas de Ward fueron adoptadas por Daniel Burnham en su Plan de Chicago, que pedía "luz, aire asegurado y una perspectiva agradable" a lo largo de la fachada de la calle Grant Park. La preservación de la vista del lago ha inspirado a los arquitectos a crear una cornucopia arquitectónica de diseños a lo largo del "muro de la calle".
En ningún momento se llama la avenida Míchigan actualmente Michigan Boulevard, pero antes del Gran Incendio de Chicago de 1871, la calle se conocía oficialmente como Michigan Boulevard y, a menudo, se la denominaba "Boul Mich". Tan recientemente como en la década de 1920, la avenida North Michigan (especialmente la Magnificent Mile ) se conocía como "Upper Boul Mich". El Boulevard Saint-Michel de París es el Boul Mich original.

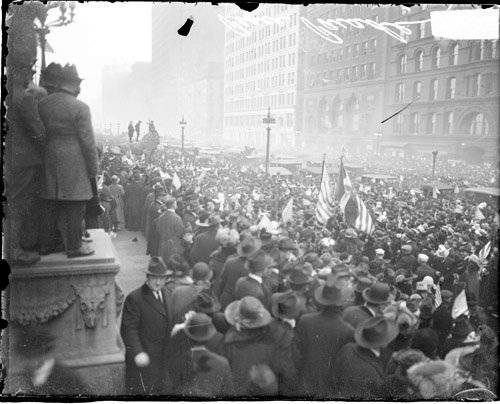
Desfile del Día del Armisticio de 1918

El distrito ha cambiado a lo largo de los años a medida que han evolucionado varios diseños arquitectónicos para complementarlo. El bulevar se ensanchó entre 1909 y 1910, lo que provocó que el Art Institute of Chicago Building tuviera que mover casi 4 metros hacia atrás los leones que custodiaban su entrada. En ese momento, la intersección de Jackson Boulevard y la avenida Míchigan (el final de la ruta 66) se conocía como "centro de ruta". También en ese momento, el bulevar no tenía calles que lo cruzaran y se extendieran hacia el este, y por lo tanto, la intersección de Jackson era una intersección en T. Esto seguía siendo asóen 1920 cuando se abrió el puente la avenida Míchigan y aumentó el tráfico al conectar este bulevar con Magnificent Mile y la comunidad al norte del río Chicago a un cuarto de milla al norte de este distrito. La Fuente de los Grandes Lagos (instalada en 1913) era muy visible desde el centro de la ruta. Hoy en día, cuatro calles cruzan la avenida Míchigan dentro del distrito (además de sus extremos norte y sur en los cruces de calles). Dos de los cuatro cambian de nombre al cruzar Michigan: East Monroe Street en dirección este (100 sur) se convierte en East Monroe Drive; y East Jackson Boulevard en dirección este (300 sur) se convierte en East Jackson Drive. Los dos sentidos East Ida B. Wells Drive (500 sur) y East Balbo Drive (700 sur) no cambian de nombre cuando cruzan Michigan Ave.

### En la actualidad

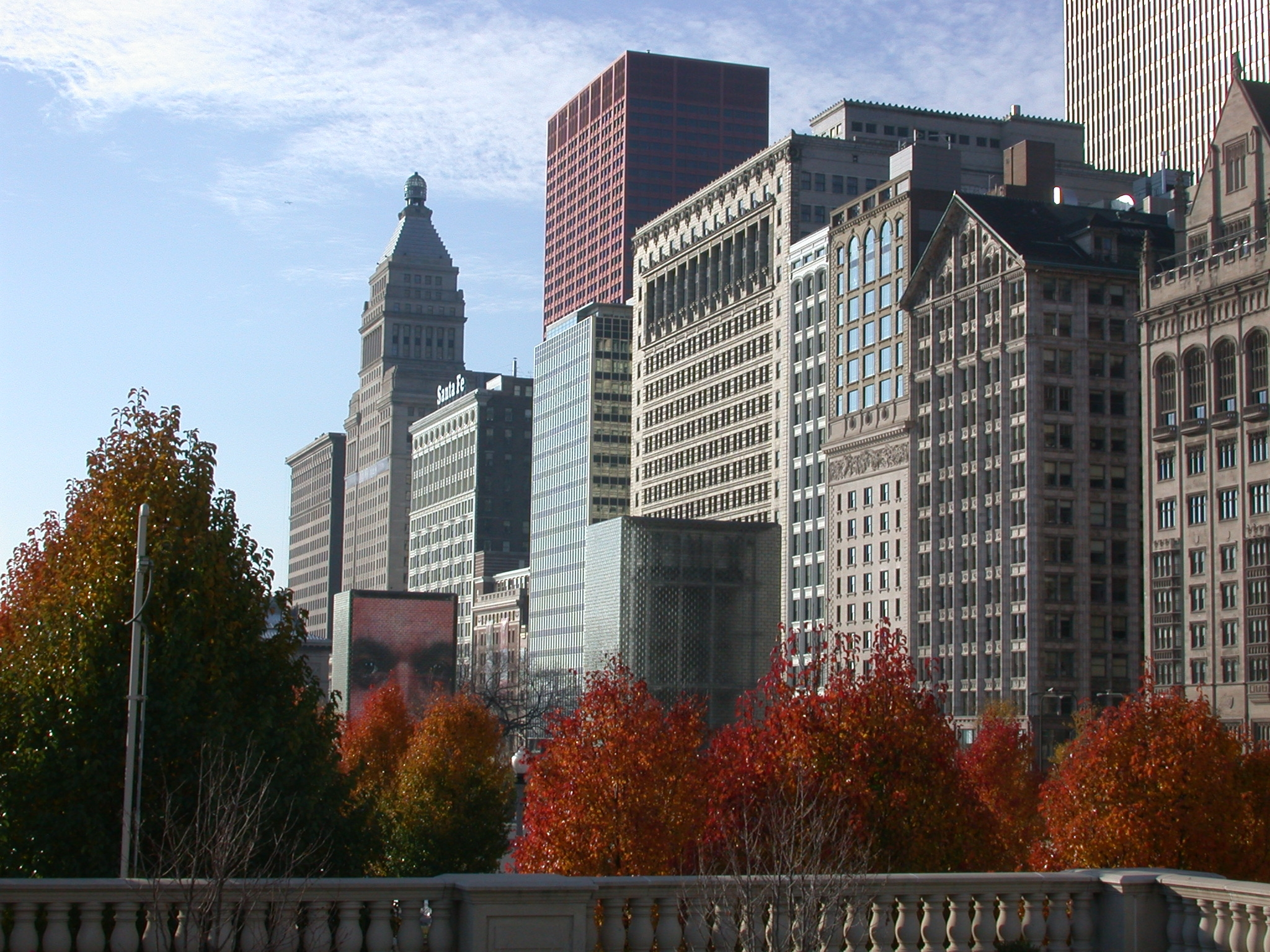
La avenida Míchigan desde el Millennium Park

Hoy en día, el único edificio en el lado este de la avenida Míchigan en el distrito histórico alberga el Art Institute of Chicago. Sin embargo, se han agregado varias estructuras interesantes a la parte norte del lado este de la avenida Míchigan en Millennium Park, como Crown Fountain y McCormick Tribune Plaza. El marcador actual "End Historic US 66" ahora se encuentra a lo largo de la avenida Míchigan en este distrito para marcar el final oficial de la US Route 66 en Illinois, pero este y varios otros atraviesan la avenida Míchigan dentro de Grant Park porque el relleno sanitario ha creado dos bloques de bienes raíces. entre la avenida Míchigan y la costa del lago Míchigan. Además, la Fuente fue reubicada y ya no se ve fácilmente desde la avenida Míchigan.
Entre los problemas actuales se encuentra la tendencia a redesarrollar propiedades mediante la construcción de grandes torres detrás de las fachadas de estructuras históricas a lo largo de las avenidas Míchigan y Wabash (la calle paralela una cuadra hacia el oeste). Los ejemplos más recientes de esto han sido The Heritage en Millennium Park, Legacy en Millennium Park y la torre de 80 pisos propuesta como parte de la remodelación del edificio de la YWCA en 830 S. Michigan Avenue. Esta tendencia ahora está poniendo en peligro el Anexo de la Asociación Atlética de Chicago, cuya demolición se ha propuesto para dar paso a una torre de condominios de cincuenta a ochenta pisos frente al Millennium Park. Como resultado, el edificio figura en primer lugar en la Lista de Vigilancia de Chicagoland 2006-07 del Consejo de Preservación de Monumentos Históricos de Illinois. Por otro lado, a muchos les preocupó que la designación de distrito histórico obstaculizara el desarrollo del área. El propósito de la designación era "mantener la arquitectura allí y fomentar la arquitectura como esta y mantener el muro del parque", según el Departamento de Planificación y Desarrollo de la Ciudad. Por lo tanto, la remodelación para nuevos usos será parte de las preocupaciones continuas para el vecindario. A su vez, los edificios que se están renovando para condominios y dormitorios son parte del presente y futuro del distrito.

## Edificios notables

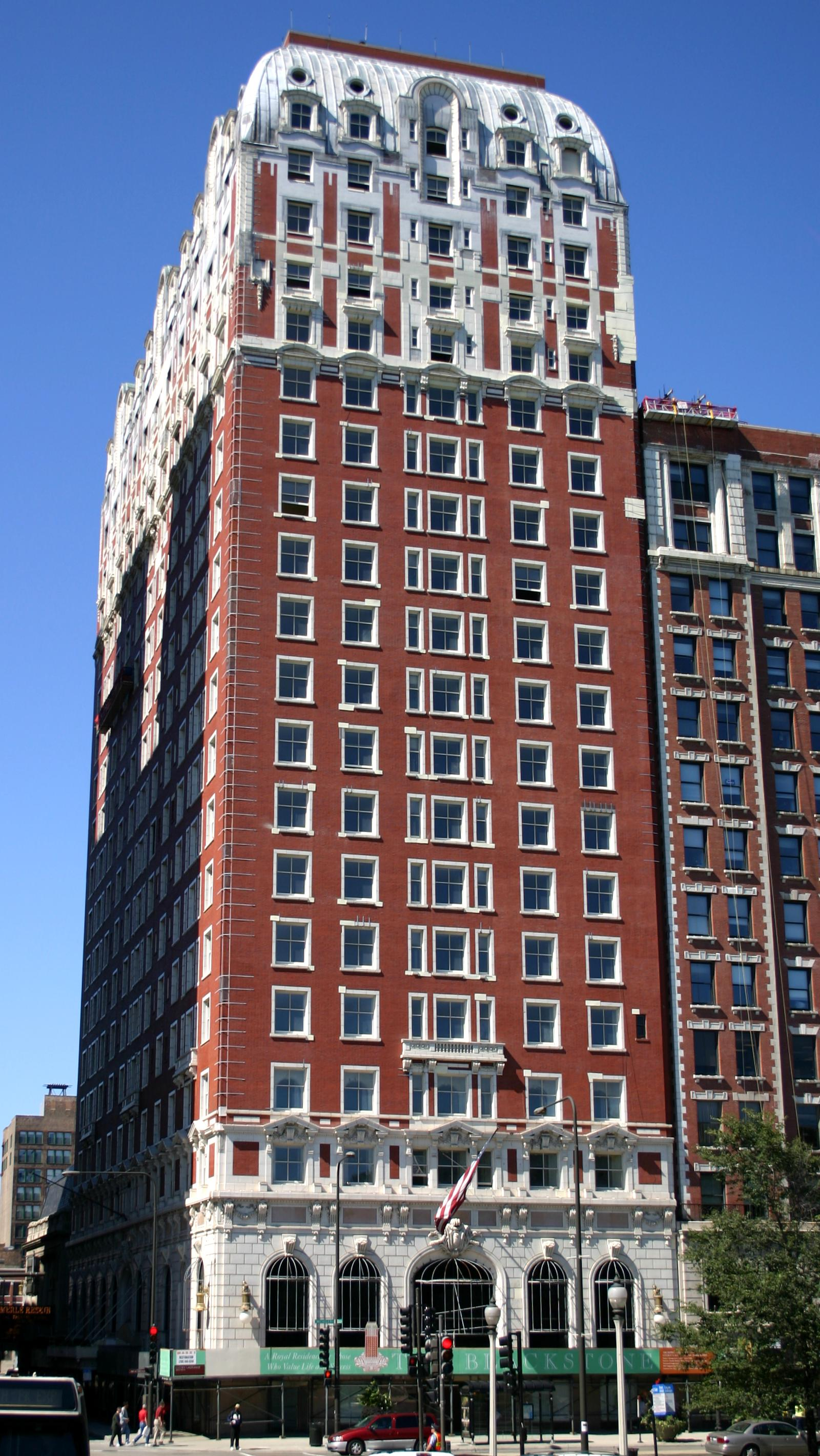
The Blackstone ha acogido a casi todos los presidentes de Estados Unidos del.

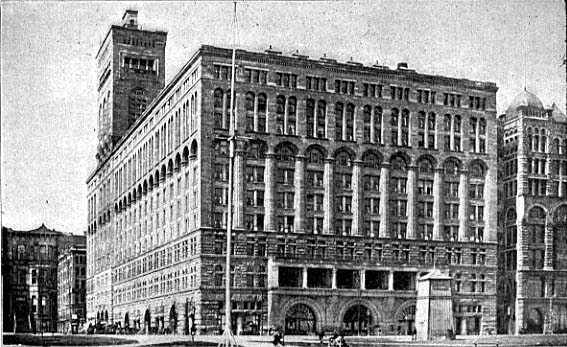
El Auditorium Building fue el primer hogar de la Ópera Cívica de Chicago y la Orquesta Sinfónica de Chicago.

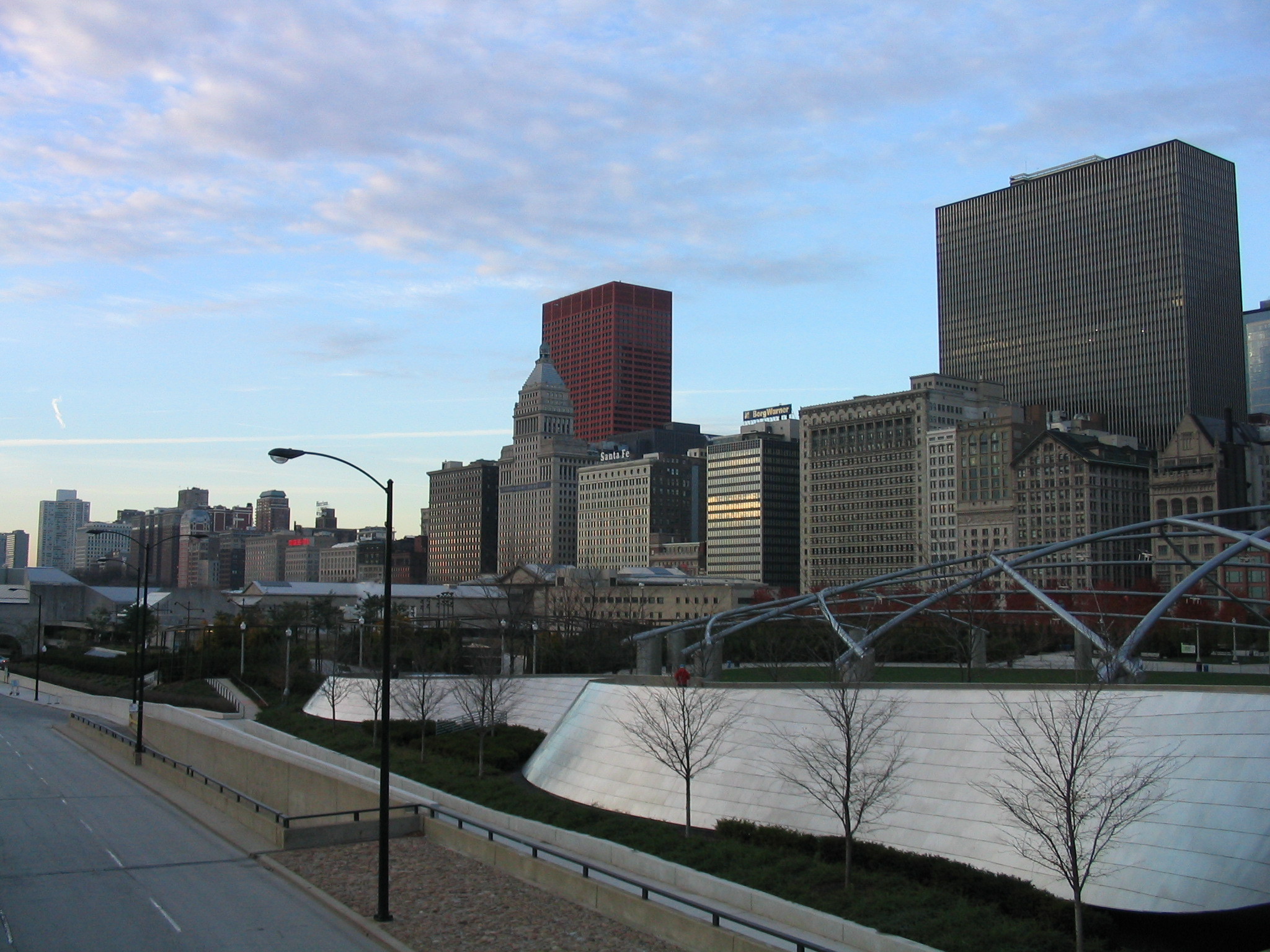
Vista desde el paso elevado del puente peatonal BP

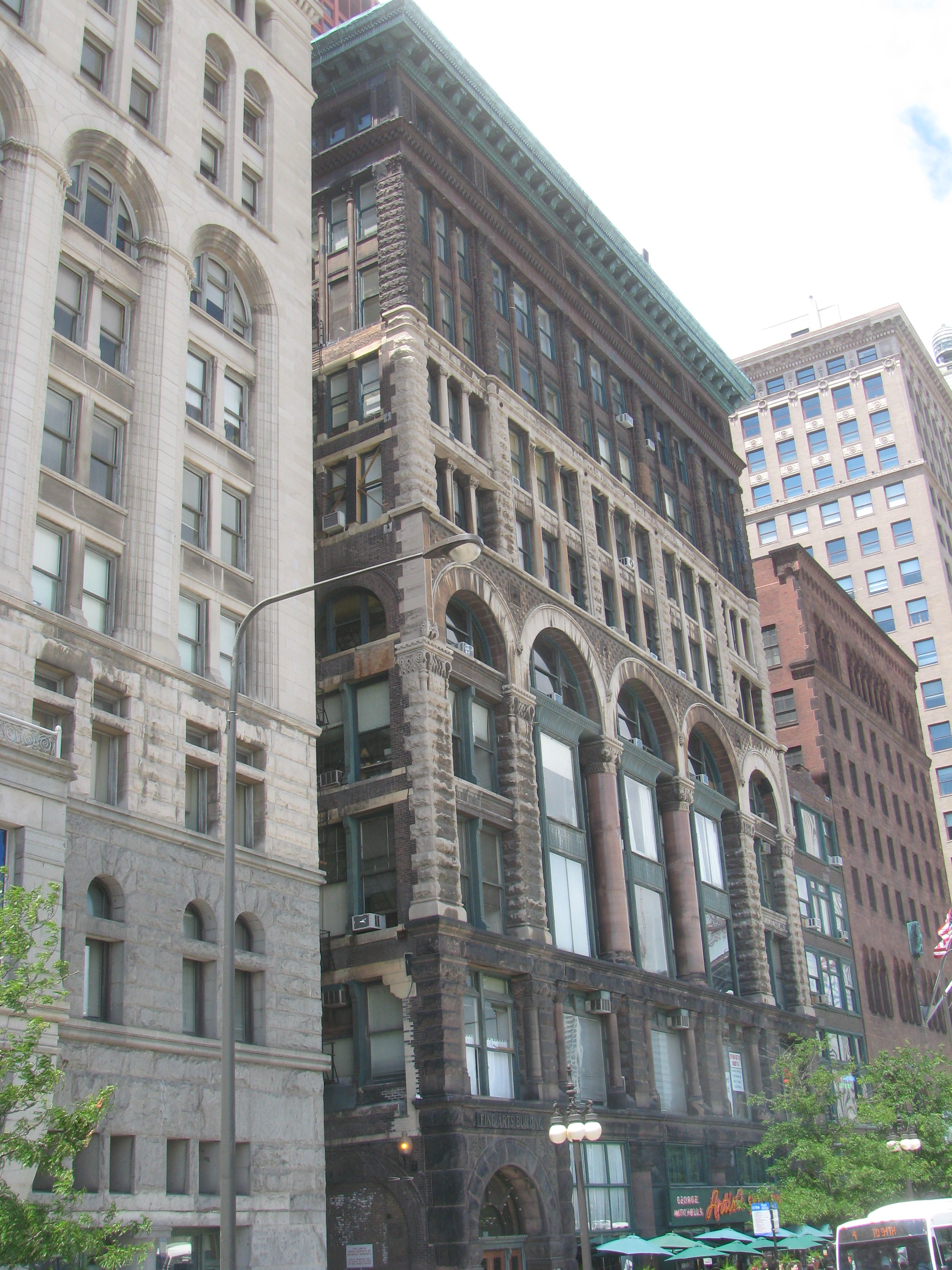
Fine Arts Building

Varios de los edificios que se enumeran a continuación han desempeñado un papel destacado en la historia cultural de Chicago.
The Blackstone se ha convertido en parte de la historia de Chicago como la ciudad que ha albergado más convenciones de nominación presidencial de los Estados Unidos (26) que cualquier otra dos ciudades estadounidenses, The Blackstone ha albergado a casi todos los presidentes de Estados Unidos del siglo XX, y ha contribuido con la frase "en una habitación llena de humo " al lenguaje político estadounidense.
La Orquesta Sinfónica de Chicago debutó el 16 de octubre de 1891 y se instaló en el Auditorium Building hasta que se mudó al Orchestra Hall en 1904. Theodore Roosevelt pronunció su famoso Discurso de Bull Moose en 1912 en el Auditorio y fue nominado para presidente de los Estados Unidos por el Partido Nacional Progresista independiente. El Auditorio ha recibido a Jimi Hendrix, The Who, Grateful Dead y muchos otros. Es uno de los primeros rascacielos y se considera un hito en el desarrollo de la arquitectura moderna.
El Centro Cultural de Chicago sirve como lugar de recepción oficial de la ciudad, donde el alcalde de Chicago ha recibido a presidentes y miembros de la realeza, diplomáticos y líderes comunitarios. Según Crain's Chicago Business, el Centro Cultural de Chicago fue la octava institución cultural más visitada en el área de Chicago en 2004, con 767.000 visitantes. El interior incluye mosaicos ornamentados, mármoles, bronce y cúpulas de ventanales de vidrio Tiffany.
El Art Institute of Chicago es un museo de bellas artes muy conocido por su arte impresionista y estadounidense.
Norte a sur:
| Name                                                   | Dirección                 | Arquitecto                                                        | Estatus*      |
| ------------------------------------------------------ | ------------------------- | ----------------------------------------------------------------- | ------------- |
| Chicago Cultural Center (former central library)       | 78 E. Washington Street   | Shepley, Rutan and Coolidge                                       | CL, NRHP      |
| Michigan Boulevard Building                            | 30 N. Michigan Avenue     | Jarvis Hunt                                                       |               |
| 6 North Michigan (a.k.a. Montgomery Ward Building)     | 6 N. Michigan Avenue      | Holabird & Roche, Schmidt, Garden & Martin                        |               |
| Willoughby Tower                                       | 8 S. Michigan Avenue      | Samuel N. Crowen & Associates                                     |               |
| Chicago Athletic Association                           | 12 S. Michigan Avenue     | Henry Ives Cobb                                                   |               |
| Gage Building                                          | 18 S. Michigan Avenue     | Louis H. Sullivan, Holabird & Roche                               | CL, NRHP      |
| The University Club of Chicago                         | 76 E. Monroe Street       | Holabird & Roche                                                  |               |
| The Boulevard (Monroe Building)                        | 104 S. Michigan Avenue    | Holabird & Roche                                                  |               |
| Wolberg Hall                                           | 112 S. Michigan Avenue    | D. H. Burnham & Company                                           |               |
| Lake View Building                                     | 116 S. Michigan Avenue    | Jenney, Mundie & Jensen                                           | NRHP          |
| Peoples Gas Building                                   | 122 S. Michigan Avenue    | D. H. Burnham & Company                                           | NRHP          |
| Borg-Warner Building                                   | 200 S. Michigan Avenue    | A. Epstein and Sons International, Inc., George A. Fuller Company |               |
| Orchestra Hall                                         | 220 S. Michigan Avenue    | Daniel Burnham                                                    | NHL, NRHP, CL |
| Santa Fe Building (formerly Railway Exchange Building) | 224 S. Michigan Avenue    | D. H. Burnham & Company                                           | NRHP          |
| Metropolitan Tower (formerly Straus Building)          | 310 S. Michigan Avenue    | Graham, Anderson, Probst & White                                  |               |
| Buckingham Building (a.k.a. Socony-Vacuum Building)    | 59-67 E. Van Buren Street | Holabird & Root                                                   | NRHP          |
| McCormick Building                                     | 332 S. Michigan Avenue    | Holabird & Roche                                                  |               |
| Fine Arts Building                                     | 410 S. Michigan Avenue    | Solon S. Beman                                                    | NRHP          |
| Auditorium Building                                    | 430 S. Michigan Avenue    | Adler & Sullivan                                                  | CL, NHL, NRHP |
| Congress Hotel Addition                                | 520 S. Michigan Avenue    | Holabird & Roche                                                  |               |
| Columbia College Chicago                               | 600 S. Michigan Avenue    | Christian A. Eckstorm                                             |               |
| Spertus Institute for Jewish Learning and Leadership   | 610 S. Michigan Avenue    | Krueck and Sexton Architects                                      |               |
| Torco Building                                         | 624 S. Michigan Avenue    | Christian A. Eckstorm, Alfred S. Alschuler                        |               |
| The Blackstone                                         | 636 S. Michigan Avenue    | Marshall and Fox                                                  | CL, NRHP      |
| Chicago Hilton & Towers                                | 720 S. Michigan Avenue    | Holabird & Roche                                                  |               |
| Essex Inn                                              | 800 S. Michigan Avenue    | A. Epstein and Sons International, Inc.                           |               |
| Crane Company Building                                 | 836 S. Michigan Avenue    | Holabird and Roche                                                | NRHP          |
| 888 South Michigan                                     | 888 S. Michigan Avenue    | Holabird & Roche                                                  |               |
| la avenida Míchigan Lofts                              | 910 S. Michigan Avenue    | Graham, Anderson, Probst & White, Marshall and Fox                |               |

* Estatus patrimonial
CL- Hito de Chicago
NHL- Monumento histórico nacional
NRHP- Registro Nacional de Lugares Históricos